# Kerstin Knabe
Kerstin Claus-Knabe (Oschatz, 7 juli 1959) is een atleet uit Duitsland.
Op de Olympische Zomerspelen van Moskou in 1980 liep Kersin Claus de 100 meter horden, en eindigde ze voor Oost-Duitsland op de vierde plaats. Vier jaar later kwam ze niet in actie tijden de Spelen vanwege een boycot die door de Sovjet-Unie was georganiseerd.
Op de Olympische Zomerspelen van Seoul in 1988 strandde ze in de halve finales.
Op de Wereldkampioenschappen atletiek 1983 won ze een zilveren medaille.

## Privé
Kerstin Knabe huwde met kanovaarder Achim Knabe. Vanaf 1988 kwam ze onder haar nieuwe naam uit op wedstrijden.
- World Athletics: 14348148